# Línea 202 (Montevideo)
La línea 202 fue un servicio de transporte de ómnibus urbano de Montevideo que unía Aduana con Sayago. Fue reemplazada en el año 1975 por la línea 2.

## Historia
Fue creada el 1° de octubre de 1947 por la entonces empresa Autobuses Montevideo S.A, la cual en 1949 es adquirida por la Administración Municipal de Transporte de Montevideo. En 1975 tras la disolución del ente municipal, la misma comienza a ser operada por la cooperativa Rápido Internacional Cooperativo, quien hace algunas modificaciones en su recorrido y le realiza el cambio de denominación a línea 2.

## Recorrido original
| - Aduana - Rambla - Zabala - Rincón - Mercedes - Dante - Av, Italia - Centenario - Propios - Sayago - Ariel - Ignacio Rivas - Pedro Boggini - 28 de Febrero - Sayago |